# لابوگولا
لابوگولا (به لاتین: Labugolla) یک منطقهٔ مسکونی در سری‌لانکا است که در استان مرکزی (سری‌لانکا) واقع شده‌است.